# Can Bassa (Vilassar de Mar)
Can Bassa és un edifici del municipi de Vilassar de Mar (Maresme) que forma part de l'Inventari del Patrimoni Arquitectònic de Catalunya. És un dels edificis més característics del passeig de Vilassar obra de l'arquitecte Eduard Ferrés i Puig de l'any 1899.

## Descripció
És un edifici civil, una construcció de soterrani, planta baixa, golfes i terrat amb una torre quadrada que queda a la part central de la façana. Es caracteritza per la gran profusió d'elements escultòrics de tipus ornamental que coronen les obertures (curiosament cap d'elles d'igual forma ni mida): trencaaigües amb escuts, florons, garlandes, figures humanes; impostes i capitells amb elements florals i animals; gàrgoles animals als angles de la torre. S'accedeix a la planta principal a través d'una escala de dos trams amb les baranes esculpides. La façana està esgrafiada. Hi ha un jardí a la part anterior de la casa, tancat amb un reixat de ferro també treballat amb elements florals.

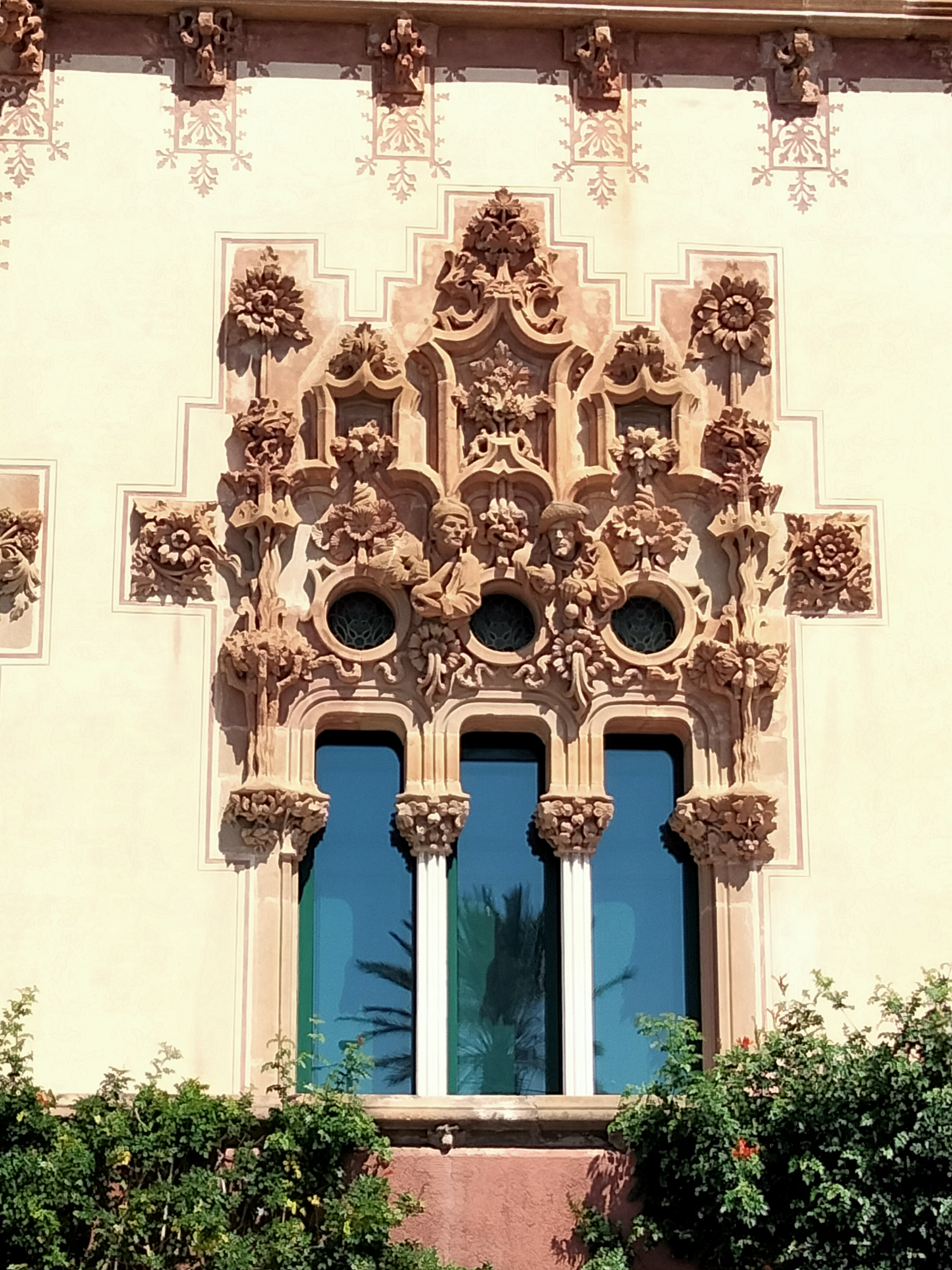
Detall d'una de les finestres

S'han perdut diversos pinacles de coronament de la façana així com la barana esculturada de l'escala d'accés.

## Història
Reforma integral de dues antigues cases de cós, realitzada per l'arquitecte Eduard Ferrés i Puig l'any 1899, segons la data que hi ha gravada en pedra sobre la llinda de la porta.
El projecte de reforma fou encarregat per Pere Sitges Bassa que va néixer a Vilassar de Mar el 1852 en el si d'una família humil. Els Bassa eren sagristans i campaners i vivien al carrer del Carme. Pere Sitges es va embarcar cap a Montevideo i un cop allà exercí de barber fins que va conèixer Aurèlia Pasqual i Miquel filla del propietari d'un servei de llanxes de salvament. Gràcies a la fortuna dels sogres pogué endegar diversos negocis.
El matrimoni Sitges - Pasqual va decidir d'anar a viure a Vilassar de Mar i en arribar encarregaren la nova casa a l'arquitecte Ferrés. A càrrec dels negocis de Montevideo s'hi quedà el germà Josep Sitges.